# 瑞祥院 (徳川吉通正室)
瑞祥院（ずいしょういん、1690年3月5日（元禄3年1月25日） - 1731年7月3日（享保16年5月29日））は、江戸時代中期の女性。尾張藩第4代藩主・徳川吉通の正室。父は九条輔実。母は後西天皇の皇女・益子内親王。別名は輔君、輔姫。

## 生涯
関白・九条輔実の娘として生まれる。母は後西天皇の皇女である益子内親王。1702年（元禄15年）、尾張藩主・徳川吉通の正室となり、1711年（正徳元年）に長男の五郎太を出産。五郎太は幼くして家督を継ぐが、1713年（正徳3年）に3歳で死去。
1731年（享保16年）、死去。